# Fabien Laurenti
Pour les articles homonymes, voir Laurenti.
Fabien Laurenti, né le 6 janvier 1983 à Marseille, est un footballeur français qui évolue au poste de défenseur .

## Biographie
Fabien Laurenti commence sa carrière professionnelle en 2002, à l'Olympique de Marseille, le club de sa ville natale. Quelquefois appelé dans le groupe d'avant match, il ne dispute cependant aucune rencontre lors de sa première saison. Le 26 janvier 2002 au Stade de l'Aube, Laurenti prend part à son premier match en Ligue 1, mais ne peut empêcher les Phocéens de s'incliner 1-0. L'année suivante, Laurenti est plus utilisé par Alain Perrin, mais en tant que remplaçant. Lors de la deuxième partie de saison, il obtient une place de titulaire, reléguant Eduardo Tuzzio sur le banc. Mais barré par les arrivées de Rudolf Skacel et de Habib Beye, Laurenti décide de quitter le club, et de s'exiler un peu plus au sud, en arrivant à Ajaccio.
Avec l'équipe corse, il effectue trois saisons et demie pleines, aux côtés de Xavier Collin et Nenad Dzodić. Par deux fois dans le ventre mou du classement, Laurenti ne peut éviter la relégation lors de la saison 2005-2006. L'année suivante, l'AC Ajaccio n'arrive pas à se relever, et stagne dans la deuxième partie de tableau.
Le 27 juin 2007, il signe contre toute attente un contrat le liant pour quatre ans au Racing Club de Lens. Presque inconnu jusque-là, Laurenti s'impose doucement, notamment grâce aux différentes blessures et suspensions. Malgré la descente du club en seconde division, il reste dans le Pas-de-Calais, où il trouve un rôle important dans l'arrière garde lensoise, compte tenu des nombreux départs qui ont secoué le mercato sang et or 2008. Il fait partie du groupe sur lequel s'appuie Jean-Guy Wallemme dans l'objectif du maintien après la remontée du RCL.
Le 7 janvier 2010, il quitte le RC Lens, pour le Stade brestois en Ligue 2 en prêt de six mois.
Après avoir été libéré par le club lensois le 21 juillet 2010, il signe pour l'AC Arles-Avignon, nouveau promu en Ligue 1, pour une durée de deux ans.
En janvier 2013 il effectue un essai non concluant au Stade lavallois avant de mettre un terme à sa carrière professionnelle.
Fabien Laurenti a été international espoir français.

## Palmarès
- Finaliste de la Coupe de la Ligue : 2008 avec le RC Lens.

## Statistiques
Dernière mise à jour le 28 février 2011
| Saison      | Club                   | Pays       | Championnat | Coupes nationales | Coupes d'Europe |
| ----------- | ---------------------- | ---------- | ----------- | ----------------- | --------------- |
| 2001 - 2002 | Olympique de Marseille | Division 1 | 1 match     | 1 match           | -               |
| 2002 - 2003 | Olympique de Marseille | Ligue 1    | 12 matchs   | 2 matchs          | -               |
| 2003 - 2004 | Olympique de Marseille | Ligue 1    | 3 matchs    | 1 match           | -               |
| 2003 - 2004 | AC Ajaccio             | Ligue 1    | 10 matchs   | -                 | -               |
| 2004 - 2005 | AC Ajaccio             | Ligue 1    | 34 matchs   | 2 matchs          | -               |
| 2005 - 2006 | AC Ajaccio             | Ligue 1    | 30 matchs   | 2 matchs / 1 but  | -               |
| 2006 - 2007 | AC Ajaccio             | Ligue 2    | 32 matchs   | 2 matchs          | -               |
| 2007 - 2008 | RC Lens                | Ligue 1    | 29 matchs   | 4 matchs          | 2 matchs (C3)   |
| 2008 - 2009 | RC Lens                | Ligue 2    | 21 matchs   | 4 matchs          | -               |
| 2009 - 2010 | RC Lens                | Ligue 1    | 5 matchs    | 1 match           | -               |
| 2009 - 2010 | Stade brestois         | Ligue 2    | 16 matchs   | 3 matchs          | -               |
| 2010 - 2011 | AC Arles-Avignon       | Ligue 1    | 26 matchs   | 1 match           | -               |
| 2011 - 2012 | AC Arles-Avignon       | Ligue 2    | 10 matchs   | 1 match           | -               |